# سيكو تراوري
سيكو تراوري (مواليد 16 أغسطس 1962) (بالإنجليزية: Sékou Traoré)‏ كاتب سيناريو ومنتج ومخرج أفلام بوركينابي. أسّس رفقة صديقيه داني كوياتي وعيسى تراوري دي براهيما شركة الإنتاج (Sahelis Productions) في عام 1992. عمل مخرجا ومنتجا ومدير إنتاج في عدد من الأفلام منها الروائية والوثائقية.

## مسيرته
بعد دراسته السينما في جامعة واغادوغو وفي المعهد الموسيقي الحر للسينما الفرنسية في باريس، أخرج فيلمه القصير الأول (Va) سنة 1985، ثم تعاون في إنتاج فيلم (Bilakoro) سنة 1988، و فيلم (Poussière de lait) سنة 1990 مع عيسى تراوري دي براهيما وداني كوياتي.
في عام 1992، أسس الرجال الثلاثة شركة (Sahelis Productions). شارك تراوري في إنتاج وإخراج العديد من الأفلام القصيرة والطويلة. 

## روابط خارجية
- سيكو تراوري على موقع IMDb (الإنجليزية)
- سيكو تراوري على موقع ألو سيني (الفرنسية)
- سيكو تراوري على موقع أول موفي (الإنجليزية)
- سيكو تراوري على موقع قاعدة بيانات الأفلام السويدية (السويدية)
- سيكو تراوري على موقع قاعدة بيانات الفيلم (الإنجليزية)
- سيكو تراوري على موقع كينوبويسك (الروسية)